# 沙尔特龙日
沙尔特龙日（法語：Chartronges，法語發音：[ʃaʁtʁɔ̃ʒ] ⓘ）是法国塞纳-马恩省的一个市镇，属于普罗万区。

## 地理
沙尔特龙日（48°44'47"N, 3°16'8"E）面积8.2 平方千米，位于法国法蘭西島大區塞纳-马恩省，该省份为法国北部内陆省份，北起瓦兹省，西接埃松省、马恩河谷省、塞纳-圣但尼省和瓦兹河谷省，南至卢瓦雷省，东南接约讷省，东临马恩省和奥布省，东北接埃纳省。
与沙尔特龙日接壤的市镇（或旧市镇、城区）包括：莫兰河畔茹伊、圣马尔-维约迈松、布里地区舒瓦西、戈謝堡、布里地区勒东。

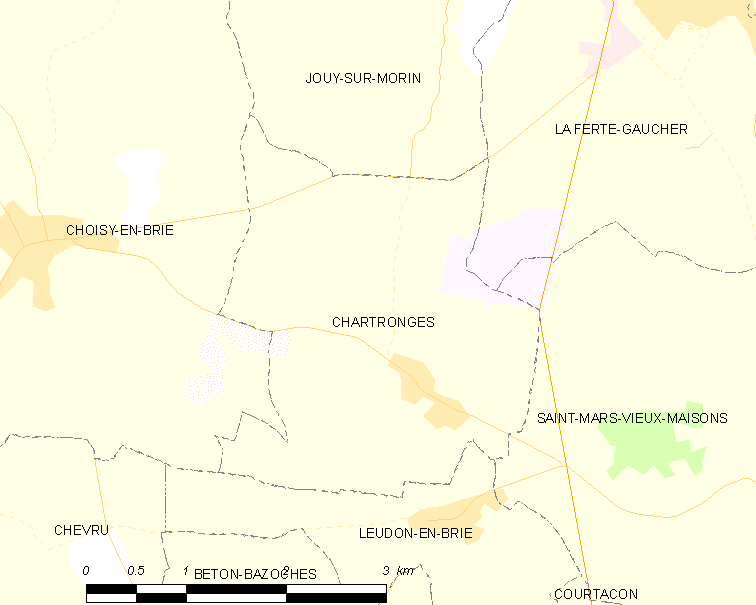
沙尔特龙日的OSM定位图

沙尔特龙日的时区为UTC+01:00、UTC+02:00（夏令时）。

## 行政
沙尔特龙日的邮政编码为77320，INSEE市镇编码为77097。

## 政治
沙尔特龙日所属的省级选区为库洛米耶县。

## 人口

1962-2008年间沙尔特龙日人口变化图示

沙尔特龙日于2022年1月1日时的人口数量为302人。